# Lespignan

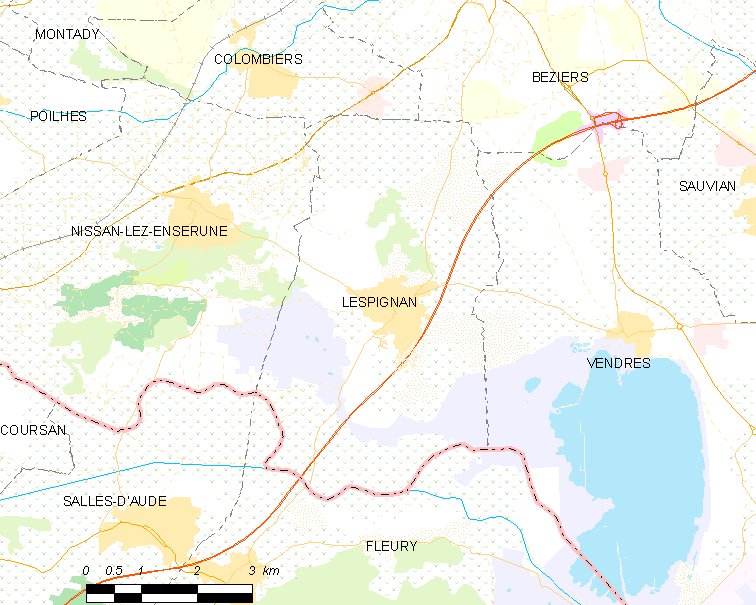
Mapa

 Lespignan  es una población y comuna francesa, situada en la región de Occitania, departamento de Hérault, en el distrito de Béziers y cantón de Béziers-1.

## Demografía
| 1666 | 1874 | 1871 | 1948 | 2360 | 2568 | 3157 |
| Para los censos de 1962 a 1999 la población legal corresponde a la población sin duplicidades (Fuente: INSEE [Consultar]) |      |      |      |      |      |      |